# Liste der kurkölnischen Gesandten beim Heiligen Römischen Reich

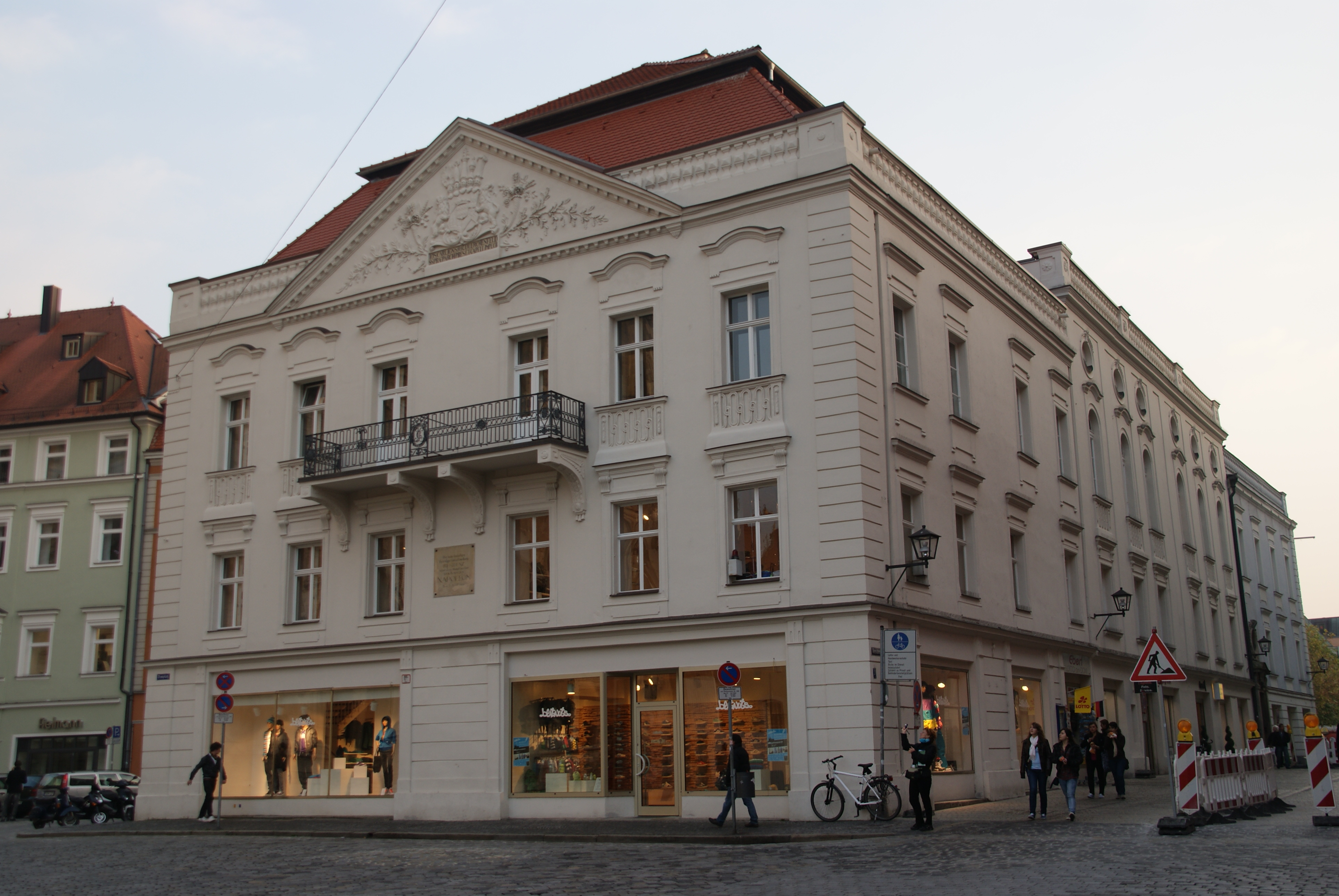
Regensburg, Domplatz 6, Sitz der ehemaligen kurkölnischen Gesandtschaft (bis 1779)

Diese Seite listet die kurkölnischen Gesandten beim Reichstag des Heiligen Römischen Reichs zu Regensburg (1663 bis 1806).

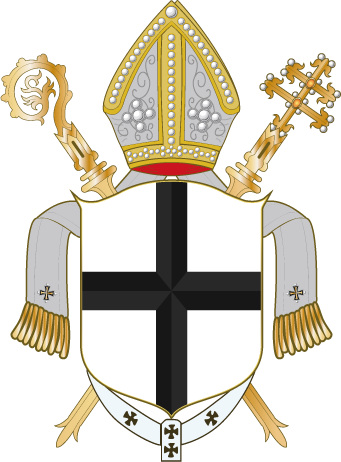
Wappen

## Gesandte
| Ernennung | Akkreditierung | Name                                                                 | Bemerkungen / Lebensdaten      | Abberufung    |
| --------- | -------------- | -------------------------------------------------------------------- | ------------------------------ | ------------- |
|           | 14. Jan. 1663  | Franz Egon von Fürstenberg-Heiligenberg Wilhelm Egon von Fürstenberg | (beide als Prinzipal-Gesandte) | 10. Juli 1663 |
|           | 10. Juli 1663  | Johann Gottfried von Hörde                                           |                                |               |
|           |                | Johann Christoph Altenhofen                                          |                                | 12. Okt. 1668 |
|           | 12. Okt. 1668  | Johann Franz Hettinger                                               |                                | 1670          |
|           | 1670           | Johann Christoph Manzel                                              | 1684–1750                      | 1670          |
|           | 1670           | Petrus Holzemius                                                     |                                | 1672          |
|           | 1672           | Friedrich Wilhelm von Bronckhorst                                    | 1649–1722                      |               |
|           | 11. Dez. 1688  | Ferdinand Maria Franz von Neuhaus                                    | 1655–1716                      | 21. Jan. 1689 |
|           | 21. Jan. 1689  | Benedikt von Gallenstein                                             |                                | 5. Apr. 1698  |
|           | 10. Juni 1698  | Johann Ludwig Umgelter von Tiesenhausen                              |                                | 24. Mai 1717  |
|           | 24. Mai 1717   | Johann Wolfgang von Neuhaus                                          |                                | 1724          |
|           | 30. Juli 1724  | Friedrich Christian von Plettenberg                                  | 1644–1706                      | 1732          |
|           | 10. Feb. 1732  | Ignaz Anton von Otten                                                | 1664–1737                      | 15. Sep. 1733 |
|           | 15. Sep. 1733  | Johann Bernhard von Franken                                          |                                | 1743          |
|           | 2. Sep. 1743   | Friedrich Karl Karg von Bebenburg                                    | 1709–1773                      | 2. März 1761  |
| …         |                |                                                                      |                                |               |
|           | 1774           | Maximilian Joseph Karg von Bebenburg                                 | 1745–1797                      | 1797          |
|           | 1797           | Philipp Franz von Leykam                                             |                                |               |

1806: Auflösung des Heiligen Römischen Reichs